# Tauridi
Tauridi (oznaka NTA za Severne in STA za Južne Tauride) so meteorji, ki pripadajo dvema meteorskima rojema, ki ju imenujemo Severni Tauridi in Južni Tauridi.

Radiant Tauridov leži v ozvezdju Bika (Tau) (Taurus). Tauridi se pojavljajo od 1. oktobra do 25. novembra, svoj vrhunec pa dosežejo 5. novembra.
Roj povroča več teles, med njimi je tudi komet 2P/Encke

## Zgodovina
Meteorski roj Tauridov je bil odkrit leta 1869. Severne Tauride je opazoval Giuseppe Zezioli iz Italije, ki je opazil 11 meteorjev. Južni Tauride je opazoval T. W. Backhouse, ki je opazil 5 meteorjev. Severne Tauride so v 19. stoletju pogosteje opazovali kot pa Južne. 

Poglobljena obravnava Južnih Tauridov se je pričela šele leta 1920. William F. Denning je opazil, da večina ognjenih krogel, ki se pojavljajo v začetku novembra, izhaja iz radianta meteorskega roja Tauridov. Po letu 1920 so postala opazovanja obeh radiantov pogostejša. Raziskovalci so se strinjali s tem, da je v področju ozvezdij Bik in Ovna večje število radiantov, ki so aktivni oktobra in novembra. Pomembno delo o radiantih Tauridov je bila knjiga Meteorstrome, ki jo je napisal Hoffmeister leta 1948. Odkril je 91 radiantov severnih Tauridov. 

V 50-tih in 60. letih 20. stoletja so opravili mnogo raziskovanj Tauridov. Wright in Whipple sta ugotovila da se radiantom premakne vsak dan rektascenzija za +0,78 ° in deklinacija 0,19 ° pri Severnih Tauridih in +0,99 ° in deklinacija 0,28 ° pri Južnih Tauridih. V 60. letih so s pomočjo radijskih odbojev določili tirnico za vsak roj posebej. Z opazovanjem meteorjev, ki jih s prostim očesom ne vidimo, so ugotovili tudi, da se obe tirnici zelo malo razlikujeta.
| Položaji radiantov Severnih Tauridov | Položaji radiantov Severnih Tauridov | Položaji radiantov Severnih Tauridov | Položaji radiantov Severnih Tauridov | Položaji radiantov Severnih Tauridov | Položaji radiantov Severnih Tauridov |        |
| ------------------------------------ | ------------------------------------ | ------------------------------------ | ------------------------------------ | ------------------------------------ | ------------------------------------ | ------ |
| Tag                                  | 1.10.                                | 10.10.                               | 20.10.                               | 30.10.                               | 10.11.                               | 20.11. |
| RA                                   | 1h24m                                | 1h56m                                | 2h32m                                | 3h8m                                 | 3h52m                                | 4h28m  |
| DE                                   | +11°                                 | +14°                                 | +17°                                 | +20°                                 | +22°                                 | +24°   |

## Nastanek
Komet Encke je verjetno nastal ob razpadu večjega kometa pred 20.000 do 30.000 leti. Pri tem je nastalo veliko manjših delcev. Oblak the delcev se je zaradi težnostnega vpliva Zemlje in drugih planetov zelo razširil. Tako je nastal oblak, ki je eden največjih v Osončju. Zaradi izrednih razsežnosti Zemlja potuje skozi oblak kar nekaj tednov. Tako nastane meteorski roj, ki traja mnogo dalj časa kot ostali meteorski roji. 
Delci, ki sestavljajo oblak, so tudi precej težji kot zrna prahu v ostalih rojih.
Predvidevajo, da ima roj vrh aktivnosti vsakih 2.500 do 3.000 let. Naslednji vrh bo okoli leta 3.000. to daje slutiti, da je roj Tauridov povzročil tudi znano Betlehemsko zvezdo, ki jo opisuje Sveto pismo

## Opazovanje
Običajno se opaža okoli 7 utrinkov na uro. Pogosto se vidijo ognjene krogle. Meteorji so relativno počasni. Meteorski roj je bil lepo viden leta 1988 in 2005